# Lucio Alfeno Senecione
Lucio Alfeno Senecione (in latino: Lucius Alfenus Senecio; Curculum, 170 circa – post 211) è stato un politico berbero con cittadinanza romana.

## Biografia
Nato a Curculum in Africa proconsolare (Djémila, Algeria), era un numida romanizzato (berbero).
Divenne procurator Augusti in Gallia Belgica, poi in Mauretania Caesariensis (196-197?). Dopo il consolato, ottenne la carica di legatus Augusti pro praetore dell'importante provincia imperiale di Siria tra il 200-205. Tra il 205 ed il 207, ricoprì la carica di governatore dell'intera Britannia, prima che fosse divisa in Superior ed Inferior.
Restaurò molte installazioni militari lungo il vallo di Adriano, come menzionana un'iscrizione a lui dedicata in seguito a vittoriose operazioni militari portate a termine. Cassio Dione Cocceiano scrisse delle sue vittorie in Britannia attorno al 206. Nuovi disordini a nord del grande vallo da parte delle tirbù dei Maeatae e della federazione dei Caledoni lo costrinsero a condurre una nuova spedizione più a settentrione. Sembra che Senecione ottenne nuovi successi contro le tribù dell'attuale Scozia meridionale, come dimostrerebbe un monumento a lui eretto a Benwell.
Erodiano ricorda che Senecione richiese però l'intervento dello stesso imperatore, Settimio Severo, per respingere i numerosi raids e condurre una nuova campagna militare fino ai confini settentrionali a partire dal 208 (quando ormai aveva ormai 62 anni). Quando giunse in Britannia, affidò al figlio Geta il compito di organizzare la provincia, più come Cesare che come governatore.
Quando poi Severo morì ad Eburacum (York) nel 211, il suo figlio maggiore, Caracalla, riuscì ad impossessarsi del trono. E proprio prima di partire dall'isola per Roma, preferì riorganizzare la provincia di Britannia, dividendola in due province: la Britannia Inferior e la Britannia Superior, ponendole entrambe sotto un governatore ciascuna. In alternativa la divisione potrebbe essere stata decretata da Severo pochi anni prima, al suo arrivo nell'isola (208 circa).